# Bataviske Republik
Den Bataviske Republik (nederlandsk: Bataafse Republiek) eksisterede fra 1795 til 1806 og organiserede Holland som en republik efter fransk forbillede. Republikken var en vasalstat til Frankrig.
| Benelux-landenes historie                                                                                             | |                                           |                                                        |
| Friesland 1024 1528 Stift Utrecht Groningen & Ommelanden 1339 1543 Hertugdømmet Geldern Rigsstift Thorn Grevskab Horn | 1384 1482 Burgundiske Nederlande Fyrstendømmet Stavelot- Malmedy                                                       | 963 1477 Luxembourg                       | 0980 1795 Fyrstbispedømmet Liège Hertugdømmet Bouillon |
| 1482 1581 Habsburgske Nederlande/De sytten provinser                                                                  | |                                           | 0980 1795 Fyrstbispedømmet Liège Hertugdømmet Bouillon |
| 1581 1795 Republikken af de syv forenede Nederlande                                                                   | 1581 - 1795 Sydlige Nederlande                                                                                         | 1581 - 1795 Sydlige Nederlande            | 0980 1795 Fyrstbispedømmet Liège Hertugdømmet Bouillon |
| 1581 1795 Republikken af de syv forenede Nederlande                                                                   | (1581 - 1713) (Spanske Nederlande )                                                                                    |                                           | 0980 1795 Fyrstbispedømmet Liège Hertugdømmet Bouillon |
| 1581 1795 Republikken af de syv forenede Nederlande                                                                   | (1713 - 1790) (Østrigske Nederlande) (1790 - 1790) (De Forenede Belgiske Stater ) (1790 - 1795) (Østrigske Nederlande) |                                           | 0980 1795 Fyrstbispedømmet Liège Hertugdømmet Bouillon |
| 1795 1801 Bataviske Republik                                                                                          | 1795 1804 Første franske republik                                                                                      | 1795 1804 Første franske republik         | 1795 1804 Første franske republik                      |
| 1801 1806 Bataviske Rigsfællesskab                                                                                    | 1795 1804 Første franske republik                                                                                      | 1795 1804 Første franske republik         | 1795 1804 Første franske republik                      |
| 1804 1815 Første franske kejserrige                                                                                   | |                                           |                                                        |
| 1806 1810 Kongeriget Holland                                                                                          | |                                           |                                                        |
| 1810 1813 Første franske kejserrige                                                                                   | |                                           |                                                        |
| 1813 1815 Fyrstendømmet De Forenede Nederlande                                                                        | |                                           |                                                        |
| 1815 1830 Forenede Kongerige Nederlandene                                                                             | 1815 1830 Forenede Kongerige Nederlandene                                                                              | 1815 1830 Forenede Kongerige Nederlandene | 1815 1867 Storhertugdømmet Luxemburg                   |
| 1830 Nederlandene | 1830 Belgien | 1830 Belgien                              | (Det Tyske Forbund)                                    |
| 1830 Nederlandene | 1830 Belgien | 1830 Belgien                              | 1867 Luxembourg                                        |

Den Bataviske Republik blev udråbt den 19. januar 1795, én dag efter at statholderen Vilhelm 5. af Oranien flygtede til England. Den invaderende franske revolutionære hær fandt en del allierede i Holland. Otte år før havde Orange fået overtaget i en lille men brutal borgerkrig takket være den militære intervention fra Frederik Vilhelm 2. af Preussen, som var onkel til statholderen. Mange af de revolutionære, der var flygtet til Frankrig, vendte nu tilbage, ivrige efter for at realisere deres idealer.
I modsætning til begivenhederne i Frankrig foregik de revolutionære ændringer relativt fredeligt i Holland. Landet havde været en republik i to århundreder og havde en begrænset adel. Guillotinen var ikke nødvendig for den nye stat. Den gamle republik havde været en arkaisk og ineffektiv politisk konstruktion som stadig hvilede på gamle feudale traditioner. Beslutningsgangen var meget langsom og fandt nogen gange slet ikke sted. De individuelle provinser havde så meget magt at de blokerede mange ellers fornuftige fornyelser. Den Bataviske Republik markerede overgangen til en mere centralistisk og mere velfungerende regering, fra en løs føderation af uafhængige provinser til en enhedsstat. Mange af fornyelserne blev bibeholdt efter at republikken faldt i 1806, som f.eks. den første retstavningsstandard for det hollandske sprog af Siegenbeek (1804). Jøder, lutheranere og romersk-katolske blev givet lige rettigheder.
Den nye republik tog sit navn efter batavianerne, en tysk stamme som havde levet i det hollandske område under Romerriget.
Som en fransk vasalstat var den Bataviske Republik allieret med Frankrig i dets krige mod primært Storbritannien. Dette medførte at det meste af det Hollandske imperium af kolonier blev tabt og at den hollandske flåde blev besejret ved slaget ved Camperdown (Camperduin) i 1797. Den hollandske handels kollaps medførte en serie af økonomiske kriser, og det var først i anden halvdel af det 19. århundrede at Hollands velstand nåede op på det tidligere niveau.